# Adelle Tracey
Adelle Roshumba Tracey (ur. 27 maja 1993 w Seattle) – brytyjska lekkoatletka specjalizująca się w biegach średnich, od 26 czerwca 2022 reprezentująca Jamajkę.
Zdobyła srebrny medal w biegu na 800 metrów podczas olimpijskiego festiwalu młodzieży Europy w 2009 roku. Była jedną z siedmiorga młodych brytyjskich sportowców, którzy zapalili znicz olimpijski podczas ceremonii otwarcia igrzysk olimpijskich w Londynie (2012). Do zapalenia znicza wytypowała ją trzykrotna medalistka olimpijska w biegach średnich Kelly Holmes.
Medalistka mistrzostw Wielkiej Brytanii w juniorskich kategoriach wiekowych.
Rekordy życiowe: bieg na 800 metrów (stadion) – 1:58,41 (27 sierpnia 2023, Budapeszt); bieg na 800 metrów (hala) – 2:00,23 (1 lutego 2020, Glasgow); bieg na 1500 metrów – 3:58,77 (20 sierpnia 2023, Budapeszt) rekord Jamajki.

## Osiągnięcia
| Rok             | Impreza                              | Miejsce         | Konkurencja     | Lokata          | Wynik           |
| Wielka Brytania | Wielka Brytania                      | Wielka Brytania | Wielka Brytania | Wielka Brytania | Wielka Brytania |
| --------------- | ------------------------------------ | --------------- | --------------- | --------------- | --------------- |
| 2009            | Olimpijski festiwal młodzieży Europy | Tampere         | bieg na 800 m   | 2. miejsce      | 2:09,92         |
| 2015            | Młodzieżowe mistrzostwa Europy       | Tallinn         | bieg na 800 m   | 4. miejsce      | 2:01,66         |
| 2016            | Halowe mistrzostwa świata            | Portland        | bieg na 800 m   | eliminacje      | 2:07,05         |
| 2016            | Mistrzostwa Europy                   | Amsterdam       | bieg na 800 m   | eliminacje      | 2:05,41         |
| 2017            | Mistrzostwa świata                   | Londyn          | bieg na 800 m   | półfinał        | 2:00,26         |
| 2017            | Uniwersjada                          | Tajpej          | bieg na 800 m   | 5. miejsce      | 2:03,72         |
| 2018            | Igrzyska Wspólnoty Narodów           | Gold Coast      | bieg na 800 m   | eliminacje      | 2:02,03         |
| 2018            | Mistrzostwa Europy                   | Berlin          | bieg na 800 m   | 4. miejsce      | 2:00,86         |
| 2019            | Halowe mistrzostwa Europy            | Glasgow         | bieg na 800 m   | półfinał        | 2:03,26         |
| Jamajka         |                                      |                 |                 |                 |                 |
| 2022            | Mistrzostwa świata                   | Eugene          | bieg na 800 m   | półfinał        | 2:00,21         |
| 2022            | Mistrzostwa świata                   | Eugene          | bieg na 1500 m  | półfinał        | 4:06,96         |
| 2022            | Mistrzostwa NACAC                    | Freeport        | bieg na 800 m   | 3. miejsce      | 1:59,54         |
| 2022            | Mistrzostwa NACAC                    | Eugene          | bieg na 1500 m  | 2. miejsce      | 4:08,42         |
| 2023            | Mistrzostwa świata                   | Budapeszt       | bieg na 800 m   | 7. miejsce      | 2:00,21         |
| 2023            | Mistrzostwa świata                   | Budapeszt       | bieg na 1500 m  | półfinał        | 3:58,77         |
| 2024            | Igrzyska olimpijskie                 | Paryż           | bieg na 800 m   | repasaże        | 2:03,67         |
| 2024            | Igrzyska olimpijskie                 | Paryż           | bieg na 1500 m  | repasaże        | 4:14,52         |